# Und morgen seid ihr tot
Und morgen seid ihr tot ist ein Schweizer Spielfilm von Michael Steiner. Das Geiseldrama basiert auf dem gleichnamigen Erlebnisbericht von Daniela Widmer und David Och, die am 1. Juli 2011 in der Nähe der Stadt Loralai, Pakistan, entführt, nach Nord-Waziristan verschleppt und dort 259 Tage als Geiseln der Taliban festgehalten wurden. Und morgen seid ihr tot feierte seine Weltpremiere als Eröffnungsfilm des Zurich Film Festivals am 23. September 2021. Kinostart in der deutschen Schweiz war der 28. Oktober 2021, in der französischen Schweiz startete er am 2. Februar 2022.

## Handlung
Daniela Widmer (28) und David Och (31) bereisen in einem Kleinbus die alte Seidenstrasse auf den Spuren Marco Polos zum Dach der Welt. Auf ihrer Rückreise in die Schweiz fahren sie auf Anraten einer französischen Familie hin über das pakistanische Loralai. Dort wird das Paar trotz Polizeieskorte von einer kriminellen Bande entführt, 500 Kilometer weit nach Nord-Waziristan verschleppt und dort an die Taliban verkauft. 
Nun wird das Paar unter prekären Verhältnissen in einer Ruine in Miranshah festgehalten. Die Verhandlungen mit der pakistanischen, und indirekt auch der Schweizer Regierung, kommen über Monate nicht voran. Erst wird die Freilassung von Taliban-Kämpfern, später Lösegeld über fünf Millionen Dollar gefordert. Die Nerven von Daniela Widmer und David Och werden immer dünner, sie erhalten wochenlang keine Neuigkeiten. Da wird Miranshah auf Druck der USA von der pakistanischen Armee angegriffen, in der Absicht, die Taliban zu vertreiben. Die Geiseln müssen unter Lebensgefahr in ein Gehöft ausserhalb der Stadt wechseln. 
Dort leben auch Frauen und Kinder. David erkrankt schwer an Malaria und überlebt nur knapp. Die beiden Schweizer versuchen, ihre Überlebenschancen durch Freundschaftsbande mit einer der Frauen und Talibankommandeur Nazarjan zu erhöhen. Zudem lernen sie die paschtunische Sprache. Um der Lösegeldforderung von zuletzt irrealen 50 Millionen Dollar Nachdruck zu verleihen, soll nach acht Monaten erfolgloser Verhandlungen eine der beiden Geiseln getötet werden. Für die beiden bleibt nur Flucht oder Tod. 
Auf der Fahrt in die nahen Berge für ein letztes Verhandlungsgespräch erspähen sie einen Stützpunkt der pakistanischen Armee. Er wird zum Ziel ihrer Flucht. Als die unmittelbare Ermordung droht, müssen sie früher fliehen als geplant. Sie schaffen es in einem riskanten Nachtmarsch, bei dem sie von einem ihrer Bewacher verfolgt werden. 
Zurück in der Schweiz wird ihre Flucht von der Presse offen angezweifelt.

## Produktion
Regisseur Michael Steiner verfolgte das Projekt seit 2013, scheiterte aber, damals noch mit einem anderen Drehbuch, in der Finanzierung. 2018 wechselte die Produktionsfirma und gab ein neues Drehbuch in Auftrag.
Der Film wurde vom 17. Februar 2020 bis 18. März 2020 in der Umgebung von Udaipur im indischen Bundesstaat Rajastan gedreht. Vorgesehen war eine weitere Drehwoche in Indien, die aber wegen des Ausbruchs der COVID-19-Pandemie nicht mehr realisiert werden konnte. Die Crew musste wegen des bevorstehenden Lockdowns aus Indien abreisen. 
Vom 30. Juni 2020 bis 7. Juli 2020 wurden alle Szenen, die in der Schweiz spielen, in den Kantonen Zürich, Aargau und in Bern gedreht. Es war einer der ersten Filmdrehs in der Schweiz nach Ausbruch der COVID-19-Pandemie, wozu eigens ein Schutzkonzept entwickelt wurde. 
Noch fehlte dem Film der letzte Teil, das Gehöft mit Frauen und Kindern, aus dem die Geiseln fliehen. Dieser Teil wurde vom 17. bis 21. Dezember in der Sierra Nevada in Südspanien gedreht, was mit viel logistischem Aufwand verbunden war, im Film aber nicht sichtbar ist. 
Das Budget betrug fünf Millionen Franken.

## Kritik
Radio SRF Kultur berichtete: «Michael Steiner [hat] mit Drehbuchautor Urs Bühler ein spannendes, unprätentiöses, im besten Sinne klassisches Kinostück gemacht.»
Die NZZ am Sonntag gab dem Film 4 von 5 Sternen und schrieb: «Eine bis zum Schluss fesselnde Geschichte, die in packenden Bildern von zwei Menschen, ihrem real erlebten Schicksal und ihrem unbestreitbarem Willen erzählt.»
Die Online-Kinoplattform Cineman schrieb: «Es ist eine albtraumhafte Geschichte, die gegen alle Erwartungen ein Happyend hat. (...) Der Film [ist] wichtig und mutig, weil er das Augenmerk auf Einzelschicksale richtet, was in einer Zeit, in der die Taliban in Afghanistan wieder die Macht erlangt haben, umso wichtiger ist.»

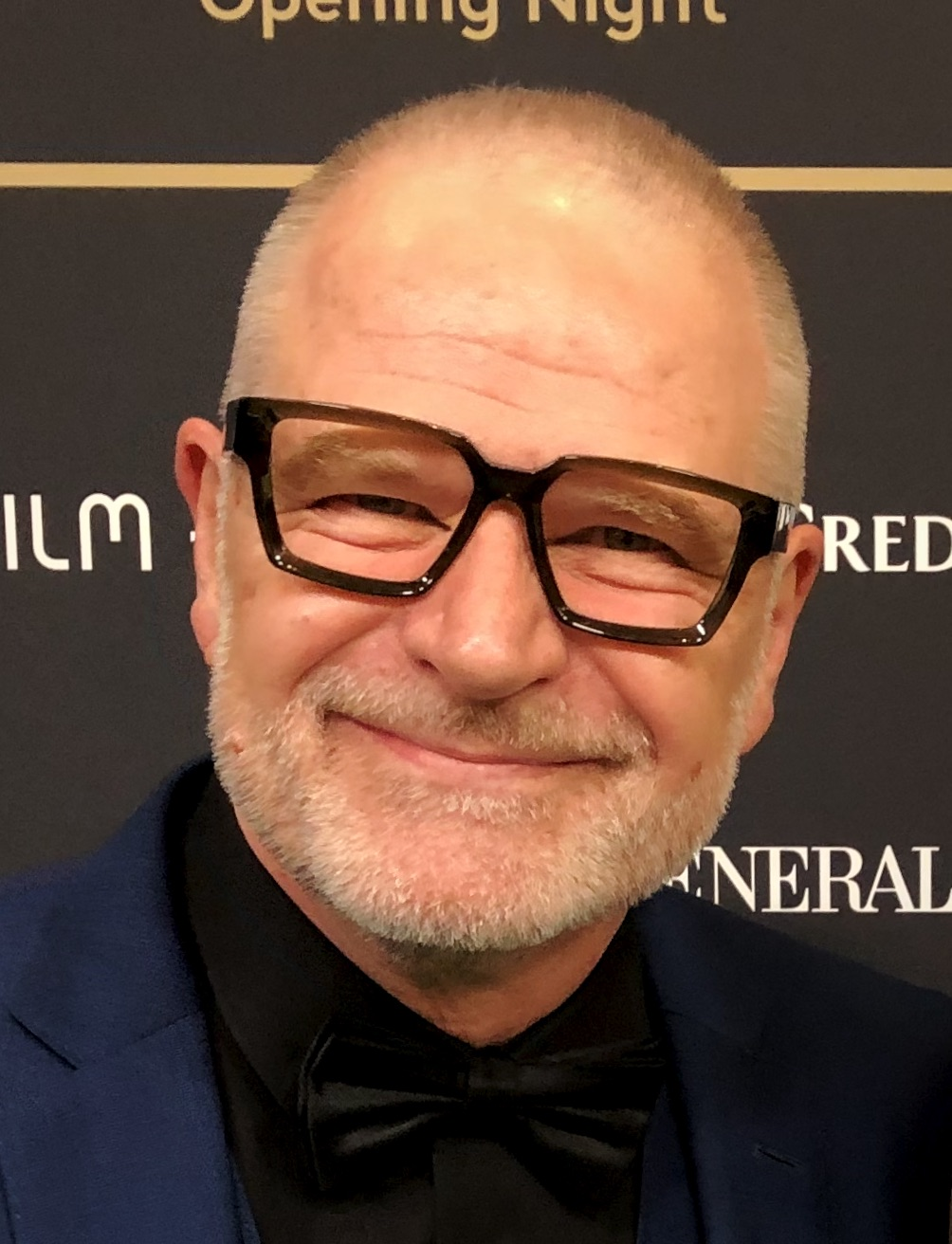
Drehbuchautor Urs Bühler im September 2021 bei der Premiere beim Zurich Film Festival

Das Tagblatt von CH Media schrieb: «Michael Steiners Spielfilm nimmt konsequent die Perspektive der beiden Ex-Geiseln ein, thematisiert die harten Bedingungen, ihre Angst aber auch die Gefahren, denen selbst ihre Geiselnehmer ausgesetzt waren. Das sind die starken Teile des Films. Schwächen zeigt er bei der Darstellung der Versuche in der Schweiz, die Geiseln zu befreien.»
In der Neuen Zürcher Zeitung stand: «Dem Filmprojekt drohte nach langen Vorarbeiten das Scheitern, ehe unter anderen der Drehbuchautor Urs Bühler das Skript auf den Boden brachte und ihm gleichzeitig den nötigen Zug verlieh. Was daraus entstanden ist, kann man getrost als grosses Kino bezeichnen. Dazu trägt die Kamera von Filip Zumbrunn ebenso bei wie der nicht überdrehte Soundtrack von Adrian Frutiger und die Leistung der Hauptdarsteller Morgane Ferru und Sven Schelker.»
Die Schweizer Film- und Gameplattform Outnow vergab 5 von 6 Sternen: «Der neue Film von Michael Steiner füllt zu jeder Zeit die grosse Leinwand aus. Der Regisseur erzählt die Erlebnisse von Daniela Widmer und David Och hautnah. (...) Das menschliche Drama (...) steht im Vordergrund und reisst die Zuschauer mit, ob sie wollen oder nicht. Der Film ist weitgehend unpolitisch und erzählt von den Menschen.»